# FC 셰리프 티라스폴

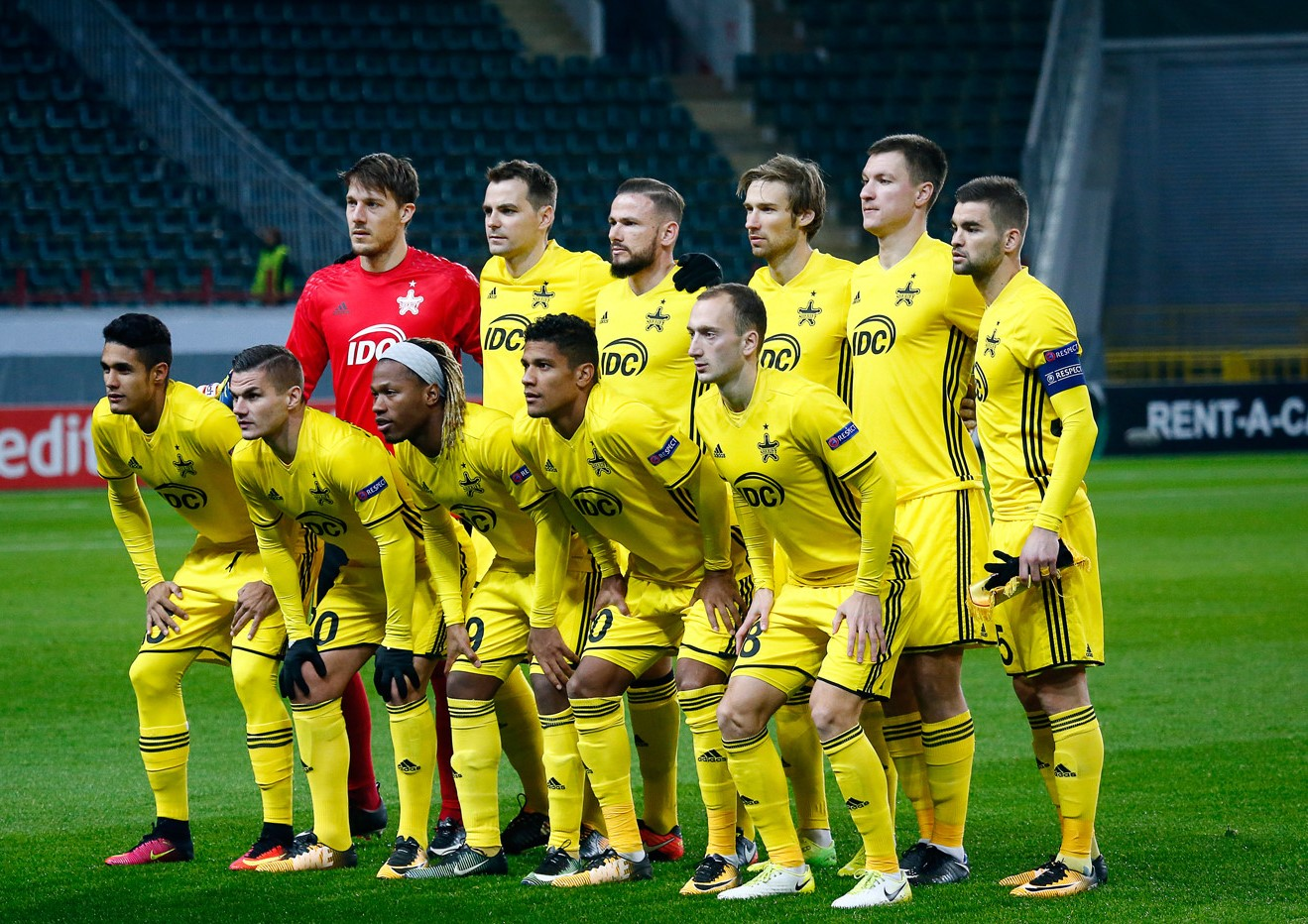

FC 셰리프 티라스폴(러시아어: ФК Шериф Тирасполь)은 몰도바의 축구팀으로, 몰도바 동부의 트란스니스트리아 티라스폴을 연고로 하고 있다. 이 팀은 종종 FC 셰리프로 간단히 줄여 부르기도 하는데 FC 티라스폴과는 다른 팀이다.

## 역사
셰리프 티라스폴은 2002년에 그들의 홈구장을 건설한 셰리프에 의해 1997년에 창립되었다. 셰리프는 2001년부터 2012년까지 디비지아 나치오날러를 11회 연속 우승하고 있다.
또한 몰도바 컵 역시 6회 우승 기록을 가지고 있다. FC 셰리프는 몰도바에서 브라질과 아프리카 출신 선수들을 들여온 최초의 팀이다. 2001-02시즌부터 UEFA 챔피언스리그에 매년 진출하고 있지만, 매번 2차예선을 통과하지 못하고 있다가 2009-10 시즌에는 처음으로 플레이오프에 진출하였다.

2021-22 시즌에는 플레이오프에서 디나모 자그레브 팀을 상대로 1차전 3:0, 2차전 0:0으로 팀 창단 후 처음으로 UEFA챔피언스리그 본선에 진출하였으며 본선에서는 D조에 소속되어 인터밀란(이탈리아), 레알마드리드(스페인), 샤흐타르도네츠크(우크라이나)와 16강 진출을 경합하게 되었다.

## 성적
- 디비지아 나치오날러

우승 : 2000-01, 2001-02, 2002-03, 2003-04, 2004-05, 2005-06, 2006-07, 2007-08, 2008-09, 2009-10, 2011-12, 2012-13, 2013-14, 2015-16, 2017, 2018, 2019, 2020-21, 2021-22, 2022-23.
- 디비지아 A (몰도바 2부리그)

우승 : 1997-98
- 몰도바 컵

우승 : 1999, 2001, 2002, 2006, 2008, 2009, 2010
- CIS컵

우승 : 2003, 2009

## 선수 명단

### 현역
참고: FIFA 자격 규정에 따라 소속된 국가대표팀 국기를 표시합니다. 선수는 복수의 FIFA 비회원국 국적을 가지고 있을 수 있습니다.
| 번호 | 포지션 | 국적       | 이름              |
| ---- | ------ | ---------- | ----------------- |
| 9    | FW     | 몬테네그로 | 알렉사 마루시치   |
| 10   | FW     | 아르메니아 | 아르투르 세로비얀 |

| 번호 | 포지션 | 국적 | 이름 |
| ---- | ------ | ---- | ---- |